# Forskarassistent
Forskarassistent (kan också förkortas foass) var i Sverige en vanligen fyra- eller femårig universitetstjänst som fram till 2010 tillsattes i konkurrens mellan forskare med doktorsexamen. Vanligen var sådana tjänster endast öppna för den som avlagt sin doktorsexamen för högst fem år sedan.

## Funktion och historik
Under forskarassistentåren skulle forskaren självständigt bygga upp sin egen forskning. Handledning och undervisning var andra viktiga aktiviteter vid sidan om forskningen. Det var därför vanligt att man under denna tid också kvalificerade sig för docentkompetens, eftersom detta på många universitet är det enda sättet att själv formellt få handleda doktorander. Det kan även vara avgörande för om man efter forskarassistenttjänst kan få en lektorstjänst.
Svenska forskningsfinansiärer, däribland Vetenskapsrådet, slutade stödja anställning av forskarassistenter 2010. I stället ska universiteten själva utlysa tjänster för unga forskare, som föreslagits i Statens offentliga utredning "Självständiga lärosäten" för att öka universitetens autonomi.

## Forskarassistent och forskningsassistent
Namnet på denna tjänstetyp kan vara förvirrande eftersom man inte fungerade som någons assistent, utan skulle verka självständigt. Motsvarande titel vid amerikanska universitet är närmast non-tenured assistant professor. Forskarassistent ska inte förväxlas med forskningsassistent som däremot fungerar som assistent i ett forskningsprojekt och vanligen inte har högre examen. Till denna kategori hör laboratorieassistenter och institutionstekniker. Vid amerikanska universitet betecknar research assistant en försörjningsform för doktorander.